# 8583 Froberger
8583 Froberger (1997 AK6) là một tiểu hành tinh vành đai chính được phát hiện ngày 8 tháng 1 năm 1997 bởi P. G. Comba ở Prescott.